# Jan Derks (voetbaltrainer)
Jan Derks (Zutphen, 2 maart 1950) is een Nederlands voetbaltrainer die tijdens zijn carrière voornamelijk werkzaam was voor de KNVB, maar ook voor clubs als Go Ahead Eagles, Glasgow Rangers, Levski Sofia, Litex Lovetsj en de Mamelodi Sundowns FC in Zuid-Afrika.

## Trainerscarrière
In 1989 werd Derks assistent van Bert van Lingen bij het Nederlands vrouwenelftal. Vanaf 1991 kreeg hij zelf de leiding over het elftal. Later was hij nogmaals aan het elftal verbonden. Tijdens het EK 2009 werd hij door Vera Pauw als Hoofd scouting aan de staf toegevoegd.
Na zijn periode als bondscoach van het vrouwenelftal was Derks werkzaam bij de Go Ahead Eagles als hoofd jeugdopleidingen. Daar werkte hij onder anderen met spelers als Demy de Zeeuw, Jan Kromkamp, Victor Sikora en Uğur Yıldırım. Ook werkte Derks enkele jaren voor de Glasgow Rangers, alwaar hij de jeugdopleiding onder zijn hoede nam. Hierna keerde hij terug bij de KNVB. Tussentijds werd hij nog voor vier jaar uitgezonden naar Bulgarije, maar ging daarna internationale cursussen verzorgen voor de bond. In Bulgarije zorgde hij ervoor dat de jeugd van Levski Sofia voor het eerst in zestien jaar kampioen werd en vertrok later naar de concurrent Litex Lovetsj.
Vanaf 2019 werkt Derks voor de KNVB als cursusleider voor Chinese voetbaltrainers, hij doet dat samen met Roger Schouwenaar.